# Rodez AF
Câu lạc bộ bóng đá Rodez Aveyron (tiếng Occitan: Rodés Avairon  ; thường được gọi là le Raf  hoặc đơn giản là Rodez) là một câu lạc bộ bóng đá Pháp có trụ sở tại Rodez. Câu lạc bộ được thành lập vào năm 1929. Từ năm 1988-1993, Rodez đã chơi ở Ligue 2. Câu lạc bộ chơi các trận đấu trên sân nhà tại Stade Paul Lignon nằm trong thành phố. Đội nữ được thành lập vào năm 1993 và được biết đến với cái tên Rafettes. Họ chơi ở Division 1 Féminine, giải đấu nữ hàng đầu ở Pháp.
Vào ngày 11 tháng 4 năm 2019, Rodez thăng hạng trở lại Ligue 2 sau 26 năm ở các giải đấu thấp hơn.

## Danh hiệu
- Division 3
  - Á quân (1): 1990
  - Vô địch (3): 1988 (nhóm Tây Nam), 1990 (nhóm trung tâm Tây), 2018
- Championnat de France nghiệp dư
  - Vô địch (1): 2007 (Bảng C)
- Championnat de France nghiệp dư 2
  - Vô địch (1): 2004 (Bảng F)
- Phân khu 4
  - Vô địch (1): 1984 (Bảng G)
- Sư đoàn d'Honneur (Midi-Pyrénées)
  - Vô địch (3): 1956, 1969, 1982

## Cầu thủ

### Đội hình hiện tại
Tính đến 28 tháng 8 năm 2023
Ghi chú: Quốc kỳ chỉ đội tuyển quốc gia được xác định rõ trong điều lệ tư cách FIFA. Các cầu thủ có thể giữ hơn một quốc tịch ngoài FIFA.
| Số | VT | Quốc gia               | Cầu thủ                 |
| -- | -- | ---------------------- | ----------------------- |
| 1  | TM | Pháp                   | Sébastien Cibois        |
| 2  | HV | Pháp                   | Éric Vandenabeele       |
| 3  | HV | Pháp                   | Raphaël Lipinski        |
| 4  | HV | Cộng hòa Dân chủ Congo | Stone Mambo             |
| 5  | HV | Togo                   | Kévin Boma              |
| 6  | HV | Cameroon               | Ahmad Ngouyamsa         |
| 7  | TV | Cameroon               | Wilitty Younoussa       |
| 8  | TV | Pháp                   | Lorenzo Rajot           |
| 9  | TĐ | Hàn Quốc               | Park Jung-bin           |
| 10 | TV | Pháp                   | Waniss Taïbi            |
| 12 | TĐ | Pháp                   | Kilian Corredor         |
| 14 | TV | Pháp                   | Bradley Danger          |
| 15 | HV | Pháp                   | Serge-Philippe Raux-Yao |

| Số | VT | Quốc gia               | Cầu thủ                               |
| -- | -- | ---------------------- | ------------------------------------- |
| 16 | TM | Cộng hòa Dân chủ Congo | Lionel Mpasi                          |
| 17 | TĐ | Bénin                  | Andréas Hountondji (cho mượn từ Caen) |
| 18 | TV | Pháp                   | Antoine Valério                       |
| 19 | HV | Pháp                   | Lucas Buadés                          |
| 21 | HV | Pháp                   | Joris Chougrani                       |
| 22 | TĐ | Guadeloupe             | Taïryk Arconte (cho mượn từ Caen)     |
| 24 | TV | Pháp                   | Giovanni Haag                         |
| 25 | TĐ | Pháp                   | Clément Depres                        |
| 26 | TĐ | Pháp                   | Yanis Verdier                         |
| 28 | HV | Comoros                | Akim Abdallah                         |
| 29 | HV | Pháp                   | Grégory Coelho                        |
| 30 | TM | Pháp                   | Enzo Crombez                          |

### Cho mượn
Ghi chú: Quốc kỳ chỉ đội tuyển quốc gia được xác định rõ trong điều lệ tư cách FIFA. Các cầu thủ có thể giữ hơn một quốc tịch ngoài FIFA.
| Số | VT | Quốc gia | Cầu thủ                                                     |
| -- | -- | -------- | ----------------------------------------------------------- |
| —  | HV | Pháp     | Grégory Coelho (tại Borgo cho đến ngày 30 tháng 6 năm 2023) |

| Số | VT | Quốc gia | Cầu thủ                                                            |
| -- | -- | -------- | ------------------------------------------------------------------ |
| —  | TĐ | Pháp     | Hatim Far (tại Paris 13 Atletico cho đến ngày 30 tháng 6 năm 2023) |

### Cầu thủ nổi bật
Về danh sách cựu cầu thủ bóng đá Rodez, xem Thể loại:Cầu thủ bóng đá Rodez AF.